# Lamiinae
Lamiinae là một phân họ bọ cánh cứng trong họ Cerambycidae. Phân họ này có khoảng 750 chi, chỉ xếp sau phân họ Cerambycinae.

## Các tông
- Acanthocinini
- Acanthoderini
- Acmocerini
- Acrocephalini
- Acrocinini
- Aderpasini
- Aerenicini
- Agapanthiini
- Amphoecini
- Ancitini
- Ancylonotini
- Anisocerini
- Apodasyini
- Apomecynini
- Astathini
- Batocerini
- Calliini
- Ceroplesini
- Cloniocerini
- Colobotheini
- Compsosomatini
- Cyrtinini
- Desmiphorini
- Dorcadionini
- Dorcaschematini
- Elytracanthini
- Enicodini
- Eupromerini
- Forsteriini
- Gnomini
- Gyaritini
- Heliolini
- Hemilophini
- Homonoeini
- Hyborhabdini
- Lamiini
- Laticraniini
- Mauesini
- Megabasini
- Mesosini
- Microcymaturini
- Moneilemini
- Monochamini
- Morimonellini
- Morimopsini
- Nyctimenini
- Obereini
- Oculariini
- Onciderini
- Oncideropsidini
- Onocephalini
- Onychogleneini
- Parmenini
- Petrognathini
- Phacellini
- Phantasini
- Phrynetini
- Phymasternini
- Phytoeciini
- Pogonocherini
- Polyrhaphidini
- Pretiliini
- Proctocerini
- Prosopocerini
- Pteropliini
- Rhodopinini
- Saperdini
- Stenobiini
- Sternotomini
- Tapeinini
- Tetraopini
- Tetraulaxini
- Theocridini
- Tmesisternini
- Tragocephalini
- Xenicotelini
- Xenofreini
- Xenoleini
- Xylorhizini
- Zygocerini

## Một số chi điển hình

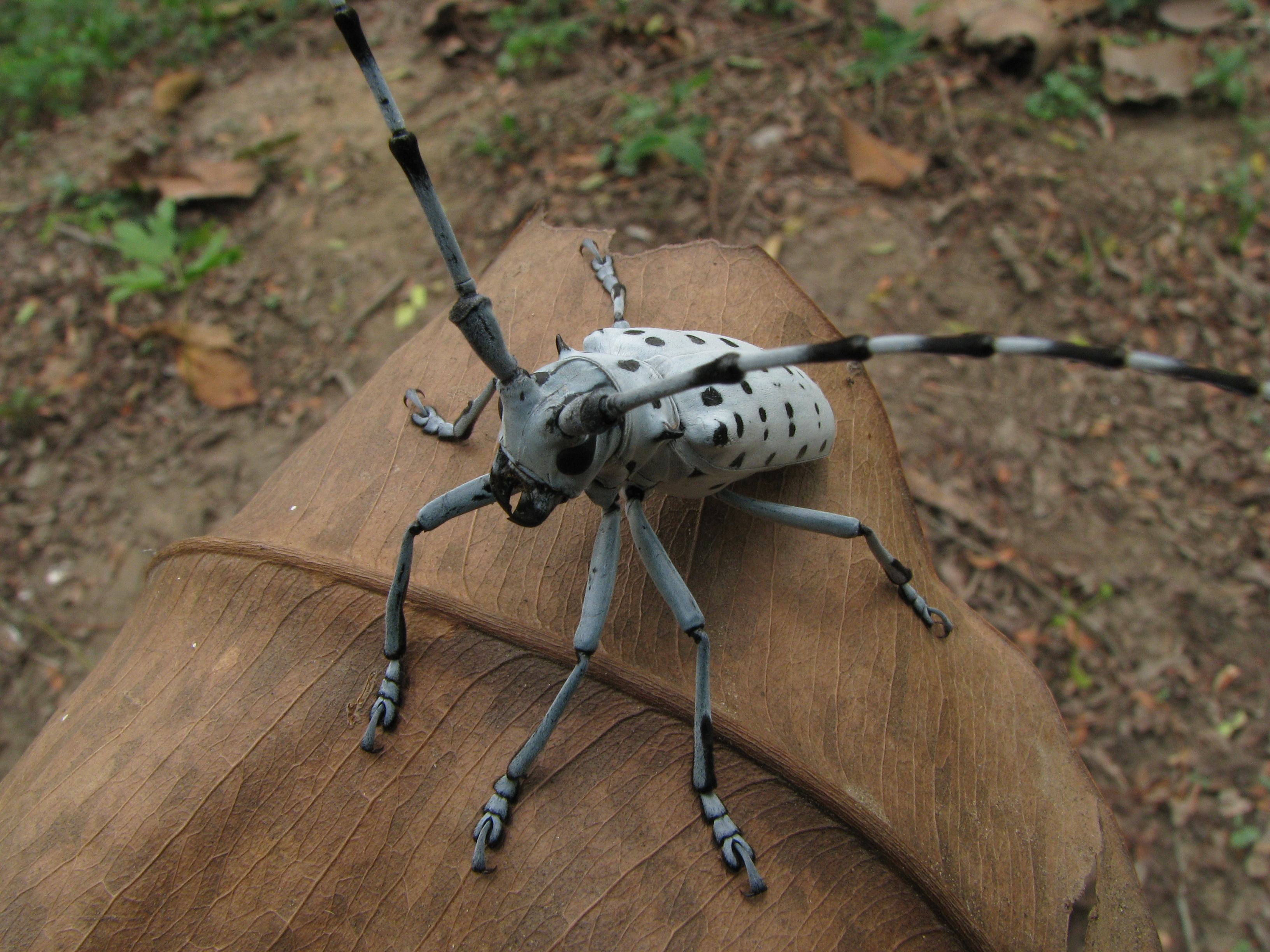
Pseudonemophas versteegi (Ritsema, 1881)

- Acanthocinus
- Aegomorphus
- Anaesthetis
- Anoplophora
- Astylopsis
- Ataxia
- Batocera
- Callimetopus
- Coenopaeus
- Cyrtinus
- Dectes
- Dorcaschema
- Ecyrus
- Eupogonius
- Goes
- Hemierana
- Hippopsis
- Hyperplatys
- Lamia
- Leptostylopsis
- Leptostylus
- Lepturges
- Liopinus
- Mecas
- Microgoes
- Moneilema
- Monochamus
- Neoptychodes
- Nyssodrysina
- Oberea
- Oncideres
- Oplosia
- Palausybra
- Plectrodera
- Plectrura
- Pogonocherus
- Psenocerus
- Pseudonemophas
- Rosenbergia
- Saperda
- Spalacopsis
- Sybra
- Synaphaeta
- Tetraopes
- Urgleptes
- Urographis